# Toxicodryas pulverulenta
Toxicodryas pulverulenta är en ormart som beskrevs av Fischer 1856. Toxicodryas pulverulenta ingår i släktet Toxicodryas och familjen snokar. Inga underarter finns listade.
De största individerna är 125 cm långa. Kroppsfärgen är på ovansidan ljusbrun till rödbrun och på undersidan rosa. På ovansidan finns mörkgråa tvärband och gränsen till untersidan kan vara en grå kant.
Arten förekommer i Afrika från Guinea i väst till Uganda i öst samt söderut till Angola. Denna orm hittas även i São Tomé och Príncipe. Honor lägger ägg. Toxicodryas pulverulenta lever i låglandet och i bergstrakter upp till 1050 meter över havet. Den vistas i savanner, galleriskogar, öppna skogar och trädodlingar. Individerna klättrar i träd och jagar gnagare samt små ödlor.
Regionala bestånd hotas av landskapsförändringar. Hela populationen antas vara stor. IUCN listar arten som livskraftig (LC).